# IAI Kfir
L'IAI Kfir (De l'hébreu כפיר : « Lionceau ») est un avion militaire de type chasseur-bombardier tout temps, conçu au début des années 1970. Il est conçu sur la base du Dassault Mirage 5 français. Il est équipé d'une version de construction israélienne du réacteur General Electric J79  et d'une avionique de conception israélienne. Cet avion est l'une des rares productions aéronautiques israéliennes réalisées après 1968 et avant l'abandon du projet Lavi, sous la pression des États-Unis en 1987.

## Conception
Les origines du Kfir remontent à l’embargo imposé par la France en 1969. À la suite de la guerre des Six Jours et de l’attaque de l’aéroport de Beyrouth par l'armée israélienne (Opération Gift, 28 décembre 1968), le président Charles de Gaulle décrète un embargo sur le Moyen-Orient (pour Israël, cela concerne principalement les vedettes Sa’ar III et les Mirage 5).
En conséquence, l'État hébreu n'est plus en mesure d'approvisionner son aviation militaire en chasseurs Mirage et pièces détachées. Les autorités décident de procéder au développement d'un chasseur de fabrication nationale. Le gouvernement israélien lance alors deux projets :
- le projet Raam A, construction d’un appareil d’après les plans du Mirage 5 (celui-ci devient le Nesher) ;
- le projet Raam B, qui impliquait alors le changement du réacteur ATAR 9C par le General Electric J79 pour le projet Raam A.

Afin de contribuer activement au déploiement rapide de cette autonomie en termes d'aviation militaire, le Mossad se rapproche au printemps 1968 de l'ingénieur suisse Alfred Frauenknecht, ce par l'entremise de l’attaché militaire israélien à Berne, le général Nechemia Khan puis du colonel Zwi Alon. Ces deux derniers seront déclarés personæ non gratae par le gouvernement suisse après la découverte de cette affaire d'espionnage.
Alfred Frauenknecht est le directeur de la section technique de la division des propulseurs des usines Sulzer à Winterthour. Cette dernière société, suisse, fabriquant alors pour le compte des sociétés Snecma et Dassault aviation la motorisation des avions de combat français Mirage 3, en particulier le réacteur Atar-9-C.
Alfred Frauenknecht a décidé de participer au détournement des documents très secrets, dont il était censé superviser la destruction pour le compte de sa société, dans le cadre d'un transfert sur archives microfilms de la documentation secrète sur support papier.
L'ensemble de cette documentation très détaillée représente l'équivalent une vingtaine de caisses de documents et plans, soit des centaines de kilogrammes d'archives : dessins de pièces de propulsion, descriptions de méthodes de travail, dessins industriels de machines-outils, spécifications sur des éléments et procédés,.
La recherche aéronautique militaire israélienne gagne ainsi près de trois ans tout en évitant des dépenses considérables (dépenses estimées, par Alfred Frauenknecht lui-même, entre 700 à 800 millions de francs de l'époque) sur leurs travaux de recherche et développement dans le cadre de ce projet d'avion de combat israélien.
Alfred Frauenknecht, arrêté le 23 septembre 1969, a déclaré pour sa défense avoir agi par sympathie pour Israël, mais l'enquête des services de contre-espionnage et de la justice suisse établit qu'il a perçu un montant de 860 000 francs suisses pour le prix de ce transfert technologique illégal.

## Description
Début 1970, deux Mirage IIIBJ sont modifiés pour l’emport du réacteur General Electric J79. Pour intégrer le J79, il a fallu modifier la structure de base de la cellule, le fuselage est raccourci et élargi ainsi que les entrées d’air. Le train d’atterrissage et la partie ventrale de l’avion sont renforcés, l'avion gardant la même silhouette que le Mirage III.

### Évolutions
Du premier vol du prototype le 19 octobre 1970 au lancement officiel de l'appareil durant l'année 1975, des améliorations successives sont apportées par IAI (modèle initial de fabrication dit C-1 à la dernière révision globale nommée C-10) :
- une meilleure motorisation avec le réacteur General Electric J79-17 (qui équipe le F-4 Phantom II) qui est plus puissant que le réacteur des Mirage et offre une consommation réduite en carburant ;
- des plans canards montés sur les entrées d'air pour améliorer la manœuvrabilité ;
- des points d'emport supplémentaires et une plus grande capacité d'emport (charge totale de 6 038 kg) ;
- une électronique améliorée et une meilleure ergonomie à bord (entre autres systèmes DMM (Digital Moving Map) et contremesures électroniques).

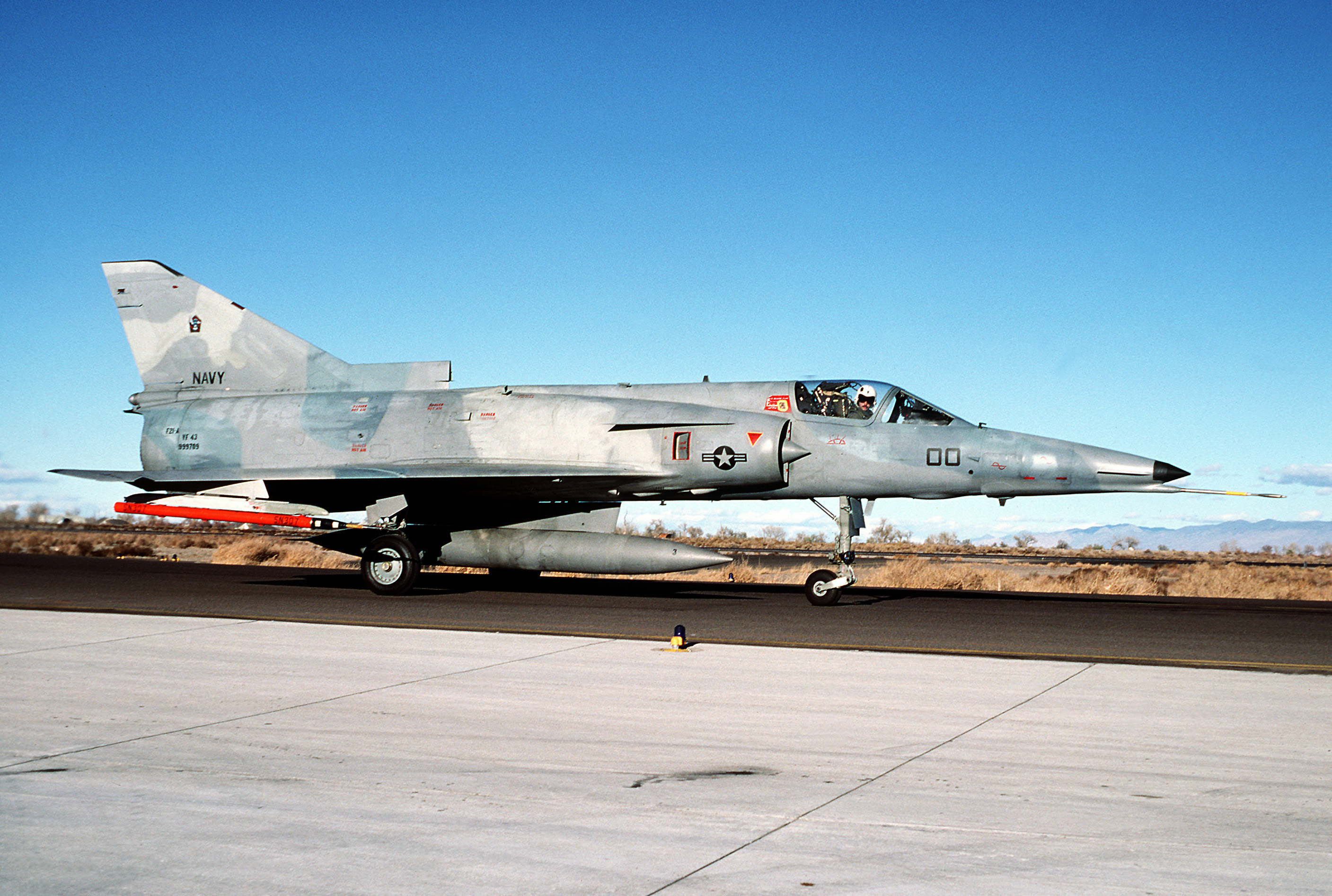
Un Kfir/F-21 aux couleurs de l'US Navy.

La robustesse et les succès de l'appareil sur le théâtre d'opération du Proche-Orient, ont permis d'obtenir un certain nombre de commandes à l'exportation : Colombie, l'Équateur, et Sri Lanka. Par ailleurs, les États-Unis ont loué quelques Kfir (désignés F-21) entre 1985 et 1989, pour entraîner leurs pilotes en simulant des "unités d'agresseurs".
Six Kfir C2, ex-israéliens, ont été acquis par l'entreprise de soutien opérationnel aux armées Airborne Tactical Advantage Company en 2002.
Cet appareil n'est plus en service au sein des Forces armées d'Israël depuis 1996. Les exemplaires construits sont entreposés dans différents endroits en vue d'hypothétiques remises en service ou, plus simplement, de ventes à l'exportation, comme la commande de 24 avions de type C-10 par la Colombie, rendue publique en juin 2008.
Les Kfir Colombiens ont été portés au standard Block 60 en décembre 2017, IAI étant à cette date en négociation avec le Sri-Lanka et l’entreprise ATAC pour moderniser leurs appareils.

## Engagements
Comme le réacteur J79 est produit sous licence américaine, toutes les exportations du Kfir sont soumises à l’autorisation du gouvernement américain, ce qui a limité leurs ventes.

### Offensive au Liban
Hormis une première opération de bombardement à Tel Azia (Liban) en 1977, les Kfir ont surtout connu l'épreuve du feu à partir de 1978, lors de l'opération Litani : ils effectuent des raids de bombardement contre les positions des unités combattantes palestiniennes de l'OLP mais aussi contre l'armée syrienne. En 1982, lors de l'opération Paix en Galilée, ils sont de nouveau mis à contribution dans les offensives au Sud-Liban, essentiellement dans des missions d'appui au sol. Lors de la décennie suivante, ils sont également engagés dans l'attaque d'unités du Hezbollah, à l'instar de l'opération Justice rendue en 1993. Bien que préparé à l'éventualité de combats aériens, le Kfir ne fût pas conçu pour la suprématie des airs et s'est donc peu illustré au-delà des missions de bombardement.

### Conflit au Sri Lanka
Durant la guerre civile du Sri Lanka, les Kfir de l'Armée de l'air srilankaise ont été engagés lors de missions contre les séparatistes tamouls. À l'origine, ce pays avait commandé six exemplaires du Kfir C-2 et un modèle de type TC-2 (entraînement) en 1995. En 2005, neuf autres appareils sont commandés pour compléter la flotte d'attaque au sol. Dans le cadre d'un accord bilatéral, les avions sont pilotés durant une période indéterminée par des équipages israéliens.

### Conflit en Colombie

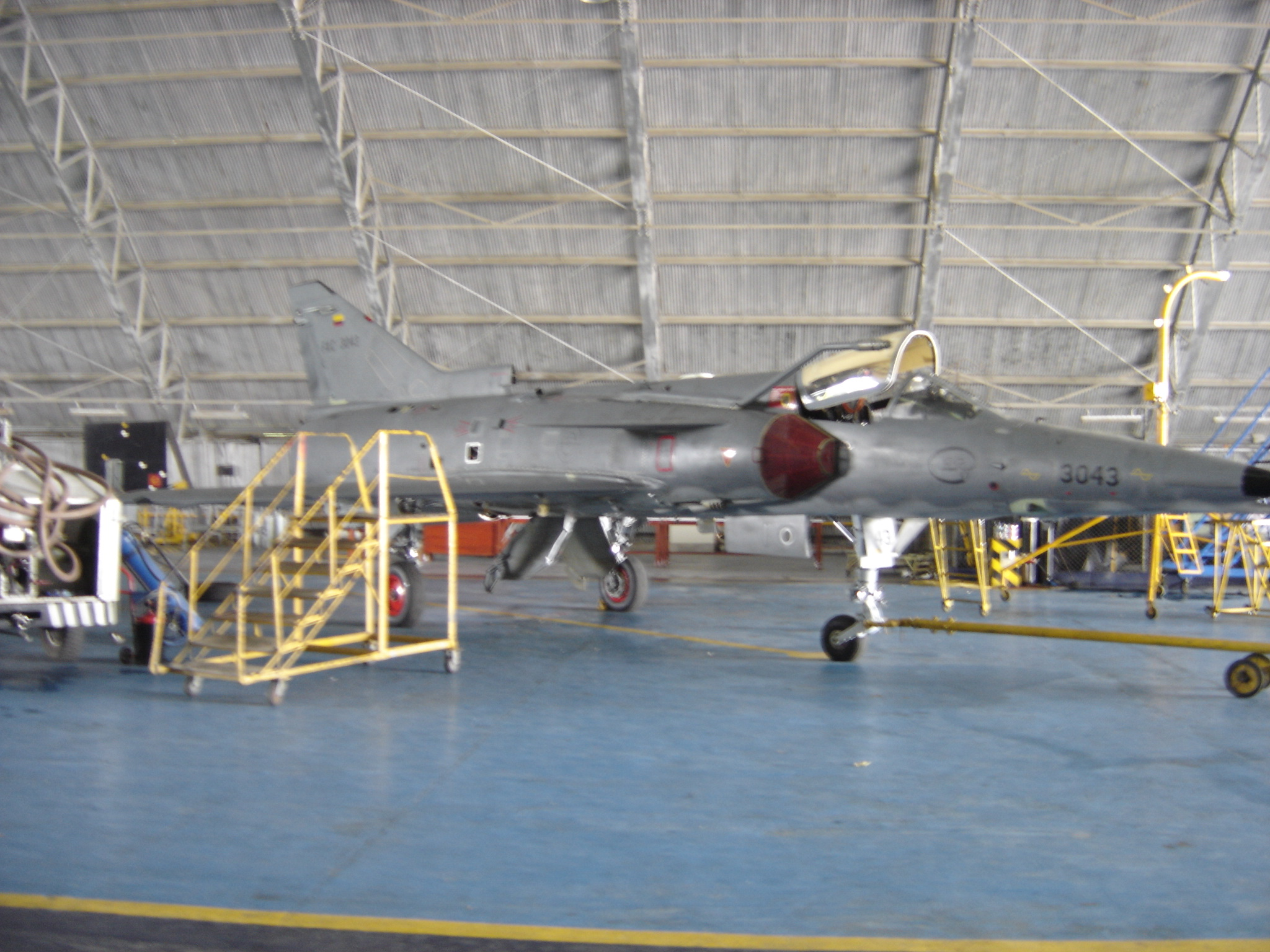
Un Kfir de la FAC en 2009.

En 1989, douze exemplaires de type Kfir C-2, reconvertis depuis en modèle C-7, sont intégrés au sein des forces armées colombiennes. Ces appareils étaient essentiellement utilisés dans des missions d'appui au sol, face aux unités des FARC.
L'armée de l'air colombienne qui doit les utiliser jusqu'en 2023 rencontre de nombreux problèmes avec ces avions fournis par Israël et qui deviennent obsolètes : 5 des 24 appareils alors livrés se sont écrasés en 2015. En 2015, une dizaine de pilotes décident de se mettre en grève pour exiger le remplacement de ces seuls avions de défense et d'attaque de l’aviation colombienne. En 2017, deux Kfir biplaces sont acquis pour l'entraînement par la Colombie.
Depuis le 1er janvier 2024, la maintenance n'est plus assurée par les sociétés israéliennes. La flotte ne fonctionne plus que sur le stock de pièces existant, et sur la cannibalisation des autres appareils. Au début du printemps 2024, il ne restait que 8 Kfir colombiens en état de vol, et ce nombre a encore baissé depuis cette date.
En février 2025, selon la presse locale, la Force aérospatiale colombienne a notifié à IAI un contrat d’une valeur de 7,2 millions de dollars pour assurer l’entretien des Kfir encore en état de vol.

### Équateur

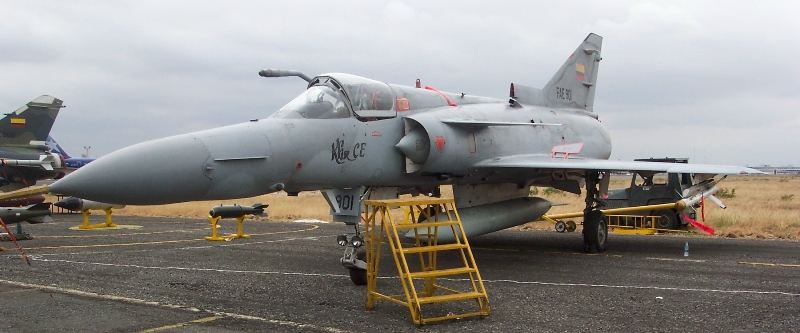
Kfir des forces aériennes de l'Équateur

En 1981, l’Équateur signe un contrat pour l’achat de dix Kfir C2 (Ex Armée de l’air israélienne) et deux TC-2. Ces appareils ont été remis à neuf par IAI. Ces Kfir sont entrés en action en 1995 pendant la guerre du Cenepa entre le Pérou et l’Équateur. Les tensions étant toujours en cours en 1996, l'Armée de l'air équatorienne décide d’acheter quatre Kfir C-2 supplémentaires. En 1999, tous les Kfir C-2 sont mis au standard C-10.

## Versions
- Kfir C-1 : première version, construite à 27 exemplaires seulement
- F-21A : version destinée à l'US Navy et à l'US Marine Corps pour l'entraînement au combat dissymétrique (opposer deux avions de type différent).
- Kfir C-2 : version améliorée avec des plans canards.
- Kfir C-7 : version améliorée avec un J79-GEJ1E plus puissant développant 8 505 kg de poussée, 2 points d'emport supplémentaires, la capacité d'emport de bombes guidées par laser (LGB), l'adoption d'un radar Elta EL/M-2021B à impulsions Doppler ainsi que de commandes HOTAS.
- Kfir C-10 : dernière version, avec un poste de pilotage modernisé, toujours en service, pour l'entraînement, en 2022 chez le prestataire Airborne Tactical Advantage Company ; ainsi qu'en Colombie, où leur retraite est prévue vers le milieu des années 2020[14]. La flotte du Sri Lanka est inactive depuis mi-2017 : 5 exemplaires sont stockés en juin 2021, où on annonce que Israel Aerospace Industries a obtenu un contrat de 50 millions de dollars pour les moderniser et les réactiver[15].

## Culture populaire
Dans le film Iron Eagle (Aigle de fer) diffusé en 1986, des Kfir C-2 étaient censés représenter des MiG-23 libyens. Les producteurs ont bénéficié d'une collaboration de Tsahal pour opérer le tournage du film en Israël.
Dans le jeu vidéo War Thunder, le Kfir dans sa version C.7 est disponible depuis la mise à jour "Winged Lions", ainsi que le Kfir C.2 qui est l'une des récompenses de l'événement crafting d'avril 2022 et le Kfir Canard, un jet premium de rang VII introduit avec la mise à jour "Apex Predator" du 20 décembre 2022.

### Développement lié
- Dassault Mirage III
- Dassault Mirage 5/50
- IAI Nesher
- Atlas Cheetah

### Aéronefs comparables
- F-4 Phantom II
- Dassault Mirage F1
- Mikoyan-Gourevitch MiG-23
- Shenyang J-8II
- Saab Viggen